# 2020-as férfi vízilabda-Európa-bajnokság
A 2020-as férfi vízilabda-Európa-bajnokságot Budapesten, Magyarországon rendezték január 12–26. között. Ez az első alkalom, hogy az összes LEN-eseményt ugyanaz a város (ország) látja vendégül.
A 2016-ban Budapesten aláírt szerződés értelmében Magyarország 2020-ban az összes vizes Európa-bajnokságot megrendezheti: januárban a vízilabdázók, majd májusban az úszók, műugrók és szinkronúszók versengenek a Duna Arénában, a nyílt vízi úszók pedig a Lupa-tavon, míg augusztus 20-án az óriás-toronyugrók Budapesten a Batthyány téren.
A címvédő Szerbia volt. A tornát a magyar válogatott nyerte, története során 13. alkalommal.

## Résztvevők
| Esemény                  | Dátum                | Helyszín  | Kvóta | Kvalifikált csapatok                                                                          |
| ------------------------ | -------------------- | --------- | ----- | --------------------------------------------------------------------------------------------- |
| Rendező                  | –                    | –         | 1     | Magyarország                                                                                  |
| 2018-as Európa-bajnokság | 2018. július 16–28.  | Barcelona | 7     | Szerbia · Spanyolország · Horvátország · Olaszország · Görögország · Montenegró · Oroszország |
| Selejtezők               | 2019. október 11–13. | –         | 8     | Franciaország · Grúzia · Hollandia · Málta · Németország · Románia · Szlovákia · Törökország  |

Az Európa-bajnokságra a rendező Magyarország és a 2018-as Európa-bajnokság első hét helyezettje automatikusan kijutott. A maradék nyolc helyet a selejtező csoportok első és második helyezett csapatai kapták.

## Sorsolás
Az Európa-bajnokság csoportbeosztását 2019. október 22-én sorsolták Budapesten. A 16 csapatot 4 kalapban helyezték el. A sorsolást Madaras Norbert és Molnár Tamás végezte el.
| 1. kalap (a 2018-as Eb első négy helyezettje) | 2. kalap (a 2018-as Eb 5.-8. helyezettje) | 3. kalap (a selejtezők győztesei) | 4. kalap (a selejtezők második helyezettjei) |
| --------------------------------------------- | ----------------------------------------- | --------------------------------- | -------------------------------------------- |
| Szerbia                                       | Görögország                               | Szlovákia                         | Németország                                  |
| Spanyolország                                 | Montenegró                                | Románia                           | Hollandia                                    |
| Horvátország                                  | Oroszország                               | Törökország                       | Málta                                        |
| Olaszország                                   | Magyarország                              | Grúzia                            | Franciaország                                |

A sorsolás után az alábbi csoportok alakultak ki:
| A csoport    | B csoport   | C csoport     | D csoport     |
| ------------ | ----------- | ------------- | ------------- |
| Horvátország | Hollandia   | Magyarország  | Franciaország |
| Németország  | Románia     | Málta         | Grúzia        |
| Montenegró   | Oroszország | Spanyolország | Görögország   |
| Szlovákia    | Szerbia     | Törökország   | Olaszország   |

## Lebonyolítás
A tornán 16 ország válogatottja vett részt. A csapatokat 4 darab 4 csapatból álló csoportokba sorsolták. A csoportmérkőzések után a negyedik helyezettek a 13–16. helyért játszottak. Az első helyezettek közvetlenül az negyeddöntőbe, a második és harmadik helyezettek a nyolcaddöntőbe jutottak. A negyeddöntőtől egyenes kieséses rendszerben folytatódott az Eb.

## Csoportkör

### A csoport
| Hely. | Csapat       | M | Gy | D | V | G+ | G– | Gk  | P |                               |
| ----- | ------------ | - | -- | - | - | -- | -- | --- | - | ----------------------------- |
| 1.    | Horvátország | 3 | 3  | 0 | 0 | 44 | 23 | +21 | 9 | Továbbjutott a negyeddöntőbe  |
| 2.    | Montenegró   | 3 | 2  | 0 | 1 | 35 | 18 | +17 | 6 | Továbbjutott a nyolcaddöntőbe |
| 3.    | Németország  | 3 | 1  | 0 | 2 | 20 | 32 | −12 | 3 | Továbbjutott a nyolcaddöntőbe |
| 4.    | Szlovákia    | 3 | 0  | 0 | 3 | 13 | 39 | −26 | 0 | A 13–16. helyért játszhat     |

| 2020. január 14. 11:30 | Szlovákia            | 4–15        | Montenegró | Duna Aréna, Budapest Játékvezetők: Levan Berisvili (GEO), Sebastien Dervieux (FRA) |
| 2020. január 14. 11:30 | (2–1, 0–6, 1–4, 1–4) |             |            | Duna Aréna, Budapest Játékvezetők: Levan Berisvili (GEO), Sebastien Dervieux (FRA) |
| 2020. január 14. 11:30 | négy játékos 1       | Jegyzőkönyv | Ivović 4   | Duna Aréna, Budapest Játékvezetők: Levan Berisvili (GEO), Sebastien Dervieux (FRA) |

| 2020. január 14. 14:30 | Németország          | 9–17        | Horvátország | Duna Aréna, Budapest Játékvezetők: Szergej Naumov (RUS), Raffaele Colombo (ITA) |
| 2020. január 14. 14:30 | (2–1, 2–6, 1–6, 4–4) |             |              | Duna Aréna, Budapest Játékvezetők: Szergej Naumov (RUS), Raffaele Colombo (ITA) |
| 2020. január 14. 14:30 | Restović 3           | Jegyzőkönyv | Miloš 3      | Duna Aréna, Budapest Játékvezetők: Szergej Naumov (RUS), Raffaele Colombo (ITA) |

| 2020. január 16. 10:00 | Németország          | 8–5         | Szlovákia    | Duna Aréna, Budapest Játékvezetők: Levan Berisvili (GEO), Ivan Raković (SRB) |
| 2020. január 16. 10:00 | (4–1, 1–2, 3–2, 0–0) |             |              | Duna Aréna, Budapest Játékvezetők: Levan Berisvili (GEO), Ivan Raković (SRB) |
| 2020. január 16. 10:00 | Real 3               | Jegyzőkönyv | öt játékos 1 | Duna Aréna, Budapest Játékvezetők: Levan Berisvili (GEO), Ivan Raković (SRB) |

| 2020. január 16. 20:30 | Montenegró           | 10–11       | Horvátország | Duna Aréna, Budapest Játékvezetők: Szergej Naumov (RUS), Raffaele Colombo (ITA) |
| 2020. január 16. 20:30 | (1–2, 2–4, 2–4, 5–1) |             |              | Duna Aréna, Budapest Játékvezetők: Szergej Naumov (RUS), Raffaele Colombo (ITA) |
| 2020. január 16. 20:30 | négy játékos 2       | Jegyzőkönyv | Bukić 3      | Duna Aréna, Budapest Játékvezetők: Szergej Naumov (RUS), Raffaele Colombo (ITA) |

| 2020. január 18. 16:00 | Szlovákia            | 4–16        | Horvátország | Duna Aréna, Budapest Játékvezetők: Szvetlana Dreval (RUS), Jórgosz Sztavrídisz (GRE) |
| 2020. január 18. 16:00 | (0–3, 2–4, 1–4, 1–5) |             |              | Duna Aréna, Budapest Játékvezetők: Szvetlana Dreval (RUS), Jórgosz Sztavrídisz (GRE) |
| 2020. január 18. 16:00 | négy játékos 1       | Jegyzőkönyv | Bušlje 5     | Duna Aréna, Budapest Játékvezetők: Szvetlana Dreval (RUS), Jórgosz Sztavrídisz (GRE) |

| 2020. január 18. 17:30 | Németország          | 3–10        | Montenegró     | Duna Aréna, Budapest Játékvezetők: Raffaele Colombo (ITA), Matan Schwartz (ISR) |
| 2020. január 18. 17:30 | (1–2, 0–3, 1–3, 1–2) |             |                | Duna Aréna, Budapest Játékvezetők: Raffaele Colombo (ITA), Matan Schwartz (ISR) |
| 2020. január 18. 17:30 | Gielen 2             | Jegyzőkönyv | négy játékos 2 | Duna Aréna, Budapest Játékvezetők: Raffaele Colombo (ITA), Matan Schwartz (ISR) |

### B csoport
| Hely. | Csapat      | M | Gy | D | V | G+ | G– | Gk  | P |                               |
| ----- | ----------- | - | -- | - | - | -- | -- | --- | - | ----------------------------- |
| 1.    | Szerbia     | 3 | 3  | 0 | 0 | 39 | 20 | +19 | 9 | Továbbjutott a negyeddöntőbe  |
| 2.    | Oroszország | 3 | 1  | 0 | 2 | 34 | 33 | +1  | 3 | Továbbjutott a nyolcaddöntőbe |
| 3.    | Románia     | 3 | 1  | 0 | 2 | 26 | 34 | −8  | 3 | Továbbjutott a nyolcaddöntőbe |
| 4.    | Hollandia   | 3 | 1  | 0 | 2 | 22 | 34 | −12 | 3 | A 13–16. helyért játszhat     |

| 2020. január 14. 10:00 | Románia              | 8–9         | Hollandia     | Duna Aréna, Budapest Játékvezetők: Robert Tiozzo (CRO), Gernot Haentschel (GER) |
| 2020. január 14. 10:00 | (2–2, 2–3, 4–1, 0–3) |             |               | Duna Aréna, Budapest Játékvezetők: Robert Tiozzo (CRO), Gernot Haentschel (GER) |
| 2020. január 14. 10:00 | Mihnea 3             | Jegyzőkönyv | Winkelhorst 3 | Duna Aréna, Budapest Játékvezetők: Robert Tiozzo (CRO), Gernot Haentschel (GER) |

| 2020. január 14. 17:30 | Szerbia              | 13–9        | Oroszország | Duna Aréna, Budapest Játékvezetők: Carlos Ortega (ESP), Horváth Róbert (SVK) |
| 2020. január 14. 17:30 | (3–1, 4–3, 2–3, 4–2) |             |             | Duna Aréna, Budapest Játékvezetők: Carlos Ortega (ESP), Horváth Róbert (SVK) |
| 2020. január 14. 17:30 | Prlainović 4         | Jegyzőkönyv | Merkulov 3  | Duna Aréna, Budapest Játékvezetők: Carlos Ortega (ESP), Horváth Róbert (SVK) |

| 2020. január 16. 13:00 | Románia              | 7–15        | Szerbia  | Duna Aréna, Budapest Játékvezetők: Erkan Turkkan (TUR), Peter Blazan (MLT) |
| 2020. január 16. 13:00 | (3–5, 1–1, 1–5, 2–4) |             |          | Duna Aréna, Budapest Játékvezetők: Erkan Turkkan (TUR), Peter Blazan (MLT) |
| 2020. január 16. 13:00 | Radu, Oanta 2        | Jegyzőkönyv | Mandić 4 | Duna Aréna, Budapest Játékvezetők: Erkan Turkkan (TUR), Peter Blazan (MLT) |

| 2020. január 16. 14:30 | Oroszország          | 15–9        | Hollandia       | Duna Aréna, Budapest Játékvezetők: Gernot Häntschel (GER), Matan Schwartz (ISR) |
| 2020. január 16. 14:30 | (3–2, 5–1, 3–2, 4–4) |             |                 | Duna Aréna, Budapest Játékvezetők: Gernot Häntschel (GER), Matan Schwartz (ISR) |
| 2020. január 16. 14:30 | Harkov 6             | Jegyzőkönyv | három játékos 2 | Duna Aréna, Budapest Játékvezetők: Gernot Häntschel (GER), Matan Schwartz (ISR) |

| 2020. január 18. 11:30 | Románia              | 11–10       | Oroszország | Duna Aréna, Budapest Játékvezetők: Boris Margeta (SLO), Veselin Mišković (MNE) |
| 2020. január 18. 11:30 | (3–3, 3–2, 2–0, 3–5) |             |             | Duna Aréna, Budapest Játékvezetők: Boris Margeta (SLO), Veselin Mišković (MNE) |
| 2020. január 18. 11:30 | Gheorghe 4           | Jegyzőkönyv | Liszunov 3  | Duna Aréna, Budapest Játékvezetők: Boris Margeta (SLO), Veselin Mišković (MNE) |

| 2020. január 18. 20:30 | Szerbia              | 11–4        | Hollandia  | Duna Aréna, Budapest Játékvezetők: Gernot Haentschel (GER), Erkan Turkkan (TUR) |
| 2020. január 18. 20:30 | (0–1, 3–1, 5–2, 3–0) |             |            | Duna Aréna, Budapest Játékvezetők: Gernot Haentschel (GER), Erkan Turkkan (TUR) |
| 2020. január 18. 20:30 | Mandić 3             | Jegyzőkönyv | Lindhout 2 | Duna Aréna, Budapest Játékvezetők: Gernot Haentschel (GER), Erkan Turkkan (TUR) |

### C csoport
| Hely. | Csapat           | M | Gy | D | V | G+ | G– | Gk  | P |                               |
| ----- | ---------------- | - | -- | - | - | -- | -- | --- | - | ----------------------------- |
| 1.    | Magyarország (H) | 3 | 2  | 1 | 0 | 56 | 16 | +40 | 7 | Továbbjutott a negyeddöntőbe  |
| 2.    | Spanyolország    | 3 | 2  | 1 | 0 | 58 | 25 | +33 | 7 | Továbbjutott a nyolcaddöntőbe |
| 3.    | Törökország      | 3 | 1  | 0 | 2 | 25 | 53 | −28 | 3 | Továbbjutott a nyolcaddöntőbe |
| 4.    | Málta            | 3 | 0  | 0 | 3 | 17 | 62 | −45 | 0 | A 13–16. helyért játszhat     |

| 2020. január 14. 13:00 | Málta                | 7–23        | Spanyolország | Duna Aréna, Budapest Játékvezetők: Diana Dutilh-Dumas (NED), Jórgosz Sztavrídisz (GRE) |
| 2020. január 14. 13:00 | (3–4, 2–6, 0–7, 2–6) |             |               | Duna Aréna, Budapest Játékvezetők: Diana Dutilh-Dumas (NED), Jórgosz Sztavrídisz (GRE) |
| 2020. január 14. 13:00 | Camilleri 3          | Jegyzőkönyv | Munarriz 5    | Duna Aréna, Budapest Játékvezetők: Diana Dutilh-Dumas (NED), Jórgosz Sztavrídisz (GRE) |

| 2020. január 14. 19:00 | Törökország          | 5–19        | Magyarország | Duna Aréna, Budapest Játékvezetők: Luis Santos (POR), Ivan Raković (SRB) |
| 2020. január 14. 19:00 | (4–4, 0–4, 1–3, 0–8) |             |              | Duna Aréna, Budapest Játékvezetők: Luis Santos (POR), Ivan Raković (SRB) |
| 2020. január 14. 19:00 | Yenigün, Özbek 2     | Jegyzőkönyv | Manhercz 4   | Duna Aréna, Budapest Játékvezetők: Luis Santos (POR), Ivan Raković (SRB) |

| 2020. január 16. 11:30 | Málta                | 10–13       | Törökország | Duna Aréna, Budapest Játékvezetők: Jórgosz Sztavrídisz (GRE), Sébastien Dervieux (FRA) |
| 2020. január 16. 11:30 | (1–5, 3–4, 2–1, 4–3) |             |             | Duna Aréna, Budapest Játékvezetők: Jórgosz Sztavrídisz (GRE), Sébastien Dervieux (FRA) |
| 2020. január 16. 11:30 | Plumpton 5           | Jegyzőkönyv | Sonmez 3    | Duna Aréna, Budapest Játékvezetők: Jórgosz Sztavrídisz (GRE), Sébastien Dervieux (FRA) |

| 2020. január 16. 19:00 | Magyarország         | 11–11       | Spanyolország | Duna Aréna, Budapest Játékvezetők: Adrian Alexandrescu (ROU), Michiel Zwart (NED) |
| 2020. január 16. 19:00 | (4–2, 1–2, 3–4, 3–3) |             |               | Duna Aréna, Budapest Játékvezetők: Adrian Alexandrescu (ROU), Michiel Zwart (NED) |
| 2020. január 16. 19:00 | Vámos 3              | Jegyzőkönyv | Perrone 4     | Duna Aréna, Budapest Játékvezetők: Adrian Alexandrescu (ROU), Michiel Zwart (NED) |

| 2020. január 18. 10:00 | Törökország          | 7–24        | Spanyolország | Duna Aréna, Budapest Játékvezetők: Levan Berisvili (GEO), Radosław Koryzna (POL) |
| 2020. január 18. 10:00 | (3–5, 1–6, 1–8, 2–5) |             |               | Duna Aréna, Budapest Játékvezetők: Levan Berisvili (GEO), Radosław Koryzna (POL) |
| 2020. január 18. 10:00 | Yutmaz 3             | Jegyzőkönyv | Munarriz 5    | Duna Aréna, Budapest Játékvezetők: Levan Berisvili (GEO), Radosław Koryzna (POL) |

| 2020. január 18. 19:00 | Málta                | 0–26        | Magyarország | Duna Aréna, Budapest Játékvezetők: Ivan Raković (SRB), Diana Dutilh-Dumas (NED) |
| 2020. január 18. 19:00 | (0–6, 0–7, 0–8, 0–5) |             |              | Duna Aréna, Budapest Játékvezetők: Ivan Raković (SRB), Diana Dutilh-Dumas (NED) |
| 2020. január 18. 19:00 |                      | Jegyzőkönyv | Zalánki 7    | Duna Aréna, Budapest Játékvezetők: Ivan Raković (SRB), Diana Dutilh-Dumas (NED) |

### D csoport
| Hely. | Csapat        | M | Gy | D | V | G+ | G– | Gk  | P |                               |
| ----- | ------------- | - | -- | - | - | -- | -- | --- | - | ----------------------------- |
| 1.    | Olaszország   | 3 | 3  | 0 | 0 | 38 | 19 | +19 | 9 | Továbbjutott a negyeddöntőbe  |
| 2.    | Görögország   | 3 | 2  | 0 | 1 | 35 | 30 | +5  | 6 | Továbbjutott a nyolcaddöntőbe |
| 3.    | Grúzia        | 3 | 1  | 0 | 2 | 28 | 42 | −14 | 3 | Továbbjutott a nyolcaddöntőbe |
| 4.    | Franciaország | 3 | 0  | 0 | 3 | 10 | 31 | −21 | 0 | A 13–16. helyért játszhat     |

| 2020. január 14. 16:00 | Franciaország        | 7–9         | Grúzia     | Duna Aréna, Budapest Játékvezetők: Radosław Koryzna (POL), Erkan Turkkan (TUR) |
| 2020. január 14. 16:00 | (3–2, 2–3, 1–2, 1–2) |             |            | Duna Aréna, Budapest Játékvezetők: Radosław Koryzna (POL), Erkan Turkkan (TUR) |
| 2020. január 14. 16:00 | Vernoux, Iždinský 2  | Jegyzőkönyv | Vapenski 3 | Duna Aréna, Budapest Játékvezetők: Radosław Koryzna (POL), Erkan Turkkan (TUR) |

| 2020. január 14. 20:30 | Olaszország          | 10–6        | Görögország   | Duna Aréna, Budapest Játékvezetők: Kun György (HUN), Veselin Mišković (MNE) |
| 2020. január 14. 20:30 | (1–2, 3–2, 3–1, 3–1) |             |               | Duna Aréna, Budapest Játékvezetők: Kun György (HUN), Veselin Mišković (MNE) |
| 2020. január 14. 20:30 | három játékos 2      | Jegyzőkönyv | hat játékos 1 | Duna Aréna, Budapest Játékvezetők: Kun György (HUN), Veselin Mišković (MNE) |

| 2020. január 16. 16:00 | Görögország          | 17–10       | Grúzia            | Duna Aréna, Budapest Játékvezetők: Várkonyi Gabriella (HUN), Robert Tiozzo (CRO) |
| 2020. január 16. 16:00 | (5–1, 6–1, 2–4, 4–4) |             |                   | Duna Aréna, Budapest Játékvezetők: Várkonyi Gabriella (HUN), Robert Tiozzo (CRO) |
| 2020. január 16. 16:00 | Fundúlisz 4          | Jegyzőkönyv | Rurua, Vapenski 2 | Duna Aréna, Budapest Játékvezetők: Várkonyi Gabriella (HUN), Robert Tiozzo (CRO) |

| 2020. január 16. 17:30 | Franciaország        | 7–10        | Olaszország           | Duna Aréna, Budapest Játékvezetők: Carlos Ortega (ESP), Luis Santos (POR) |
| 2020. január 16. 17:30 | (2–3, 1–3, 2–3, 2–1) |             |                       | Duna Aréna, Budapest Játékvezetők: Carlos Ortega (ESP), Luis Santos (POR) |
| 2020. január 16. 17:30 | Vernoux 2            | Jegyzőkönyv | Di Fulvio, Figlioli 3 | Duna Aréna, Budapest Játékvezetők: Carlos Ortega (ESP), Luis Santos (POR) |

| 2020. január 18. 13:00 | Franciaország          | 10–12       | Görögország   | Duna Aréna, Budapest Játékvezetők: Kun György (HUN), Carlos Ortega (ESP) |
| 2020. január 18. 13:00 | (1–3, 1–3, 6–3, 2–3)   |             |               | Duna Aréna, Budapest Játékvezetők: Kun György (HUN), Carlos Ortega (ESP) |
| 2020. január 18. 13:00 | Crousillat, Marzouki 2 | Jegyzőkönyv | Vlahópulosz 5 | Duna Aréna, Budapest Játékvezetők: Kun György (HUN), Carlos Ortega (ESP) |

| 2020. január 18. 14:30 | Olaszország          | 18–6        | Grúzia          | Duna Aréna, Budapest Játékvezetők: Robert Horváth (SVK), Robert Tiozzo (CRO) |
| 2020. január 18. 14:30 | (4–1, 3–2, 5–3, 6–0) |             |                 | Duna Aréna, Budapest Játékvezetők: Robert Horváth (SVK), Robert Tiozzo (CRO) |
| 2020. január 18. 14:30 | három játékos 3      | Jegyzőkönyv | Magrakvelidze 2 | Duna Aréna, Budapest Játékvezetők: Robert Horváth (SVK), Robert Tiozzo (CRO) |

## Egyenes kieséses szakasz
|  |                       |                       |                       |            |              |              |               |              |               |               |               |           |               |               |               |            |       |       |
|  | A nyolc közé jutásért | A nyolc közé jutásért | A nyolc közé jutásért |            |              | Negyeddöntők | Negyeddöntők  | Negyeddöntők |               |               | Elődöntők     | Elődöntők | Elődöntők     |               |               | Döntő      | Döntő | Döntő |
|  | A nyolc közé jutásért | A nyolc közé jutásért | A nyolc közé jutásért |            |              | Negyeddöntők | Negyeddöntők  | Negyeddöntők |               |               | Elődöntők     | Elődöntők | Elődöntők     |               |               | Döntő      | Döntő | Döntő |
|  | január 20.            | január 20.            | január 20.            | január 22. | január 22.   | január 22.   |               |              |               |               |               |           |               |               |               |            |       |       |
|  | január 20.            | január 20.            | január 20.            | január 22. | január 22.   | január 22.   |               |              |               |               |               |           |               |               |               |            |       |       |
|  | A2                    | Montenegró            | 17                    | D1         | Olaszország  | 8            |               |              |               |               |               |           |               |               |               |            |       |       |
|  | A2                    | Montenegró            | 17                    | D1         | Olaszország  | 8            | január 24.    |              |               |               |               |           |               |               |               |            |       |       |
|  | C3                    | Törökország           | 6                     |            |              |              | Montenegró    | 10           |               |               |               |           |               |               |               |            |       |       |
|  | C3                    | Törökország           | 6                     |            |              |              | Montenegró    | 10           |               | Montenegró    | Montenegró    | 8         |               |               |               |            |       |       |
|  | január 20.            | január 20.            | január 20.            | január 22. | január 22.   | január 22.   |               |              |               | Montenegró    | Montenegró    | 8         |               |               |               |            |       |       |
|  | január 20.            | január 20.            | január 20.            | január 22. | január 22.   | január 22.   |               |              | Magyarország  | Magyarország  | 10            |           |               |               |               |            |       |       |
|  | B2                    | Oroszország           | 14                    | C1         | Magyarország | 14           |               |              | Magyarország  | Magyarország  | 10            |           |               |               |               |            |       |       |
|  | B2                    | Oroszország           | 14                    | C1         | Magyarország | 14           |               | január 26.   |               |               |               |           |               |               |               |            |       |       |
|  | D3                    | Grúzia                | 13                    |            |              |              | Oroszország   | 10           |               |               |               |           |               |               |               |            |       |       |
|  | D3                    | Grúzia                | 13                    |            |              |              | Oroszország   | 10           |               | Magyarország  | Magyarország  | 9 (5)     |               |               |               |            |       |       |
|  | január 20.            | január 20.            | január 20.            | január 22. | január 22.   | január 22.   |               |              |               | Magyarország  | Magyarország  | 9 (5)     |               |               |               |            |       |       |
|  | január 20.            | január 20.            | január 20.            | január 22. | január 22.   | január 22.   |               |              | Spanyolország | Spanyolország | 9 (4)         |           |               |               |               |            |       |       |
|  | A3                    | Németország           | 6                     | B1         | Szerbia      | 9            |               |              |               | Spanyolország | 9 (4)         |           |               |               |               |            |       |       |
|  | A3                    | Németország           | 6                     | B1         | Szerbia      | 9            | január 24.    |              |               |               |               |           |               |               |               |            |       |       |
|  | C2                    | Spanyolország         | 12                    |            |              |              | Spanyolország | 10           |               |               |               |           |               |               |               |            |       |       |
|  | C2                    | Spanyolország         | 12                    |            |              |              | Spanyolország | 10           |               | Spanyolország | Spanyolország | 9         | Bronzmérkőzés | Bronzmérkőzés | Bronzmérkőzés |            |       |       |
|  | január 20.            | január 20.            | január 20.            | január 22. | január 22.   | január 22.   |               |              |               | Spanyolország | Spanyolország | 9         | Bronzmérkőzés | Bronzmérkőzés | Bronzmérkőzés |            |       |       |
|  | január 20.            | január 20.            | január 20.            | január 22. | január 22.   | január 22.   |               |              | Horvátország  | Horvátország  | 8             |           |               | január 26.    | január 26.    | január 26. |       |       |
|  | B3                    | Románia               | 7                     | A1         | Horvátország | 14           |               |              | Horvátország  | Horvátország  | 8             |           |               | január 26.    | január 26.    | január 26. |       |       |
|  | B3                    | Románia               | 7                     | A1         | Horvátország | 14           |               |              |               |               |               |           |               | Montenegró    | Montenegró    | 10         |       |       |
|  | D2                    | Görögország           | 14                    |            |              |              | Görögország   | 11           |               |               |               |           |               | Montenegró    | Montenegró    | 10         |       |       |
|  | D2                    | Görögország           | 14                    |            |              |              | Görögország   | 11           |               | Horvátország  | Horvátország  | 9         |               |               |               |            |       |       |
|  |                       |                       |                       |            |              |              |               |              |               | Horvátország  | Horvátország  | 9         |               |               |               |            |       |       |

### Nyolcaddöntők
| 2020. január 20. 14:30 | Montenegró           | 17–6        | Törökország      | Duna Aréna, Budapest Játékvezetők: Jórgosz Sztavrídisz (GRE), Várkonyi Gabriella (HUN) |
| 2020. január 20. 14:30 | (3–1, 5–1, 5–0, 4–4) |             |                  | Duna Aréna, Budapest Játékvezetők: Jórgosz Sztavrídisz (GRE), Várkonyi Gabriella (HUN) |
| 2020. január 20. 14:30 | Ivović 3             | Jegyzőkönyv | Yenigün, Özbek 2 | Duna Aréna, Budapest Játékvezetők: Jórgosz Sztavrídisz (GRE), Várkonyi Gabriella (HUN) |

| 2020. január 20. 16:00 | Németország          | 6–12        | Spanyolország | Duna Aréna, Budapest Játékvezetők: Szvetlana Dreval (RUS), Boris Margeta (SLO) |
| 2020. január 20. 16:00 | (1–1, 3–6, 0–3, 2–2) |             |               | Duna Aréna, Budapest Játékvezetők: Szvetlana Dreval (RUS), Boris Margeta (SLO) |
| 2020. január 20. 16:00 | Real 2               | Jegyzőkönyv | Granados 5    | Duna Aréna, Budapest Játékvezetők: Szvetlana Dreval (RUS), Boris Margeta (SLO) |

| 2020. január 20. 17:30 | Oroszország          | 14–13       | Grúzia            | Duna Aréna, Budapest Játékvezetők: Michiel Zwart (NED), Sebastien Dervieux (FRA) |
| 2020. január 20. 17:30 | (6–4, 3–2, 2–4, 3–3) |             |                   | Duna Aréna, Budapest Játékvezetők: Michiel Zwart (NED), Sebastien Dervieux (FRA) |
| 2020. január 20. 17:30 | Bicskov 5            | Jegyzőkönyv | Jelača, Baraldi 3 | Duna Aréna, Budapest Játékvezetők: Michiel Zwart (NED), Sebastien Dervieux (FRA) |

| 2020. január 20. 19:00 | Románia              | 7–14        | Görögország   | Duna Aréna, Budapest Játékvezetők: Szergej Naumov (RUS), Raffaele Colombo (ITA) |
| 2020. január 20. 19:00 | (3–1, 2–3, 0–6, 2–4) |             |               | Duna Aréna, Budapest Játékvezetők: Szergej Naumov (RUS), Raffaele Colombo (ITA) |
| 2020. január 20. 19:00 | Negrean 2            | Jegyzőkönyv | Jenidúniasz 6 | Duna Aréna, Budapest Játékvezetők: Szergej Naumov (RUS), Raffaele Colombo (ITA) |

### Negyeddöntők
| 2020. január 22. 16:00 | Olaszország          | 8–10        | Montenegró | Duna Aréna, Budapest Játékvezetők: Michiel Zwart (NED), Georgios Stavridis (GRE) |
| 2020. január 22. 16:00 | (3–3, 3–4, 1–2, 1–1) |             |            | Duna Aréna, Budapest Játékvezetők: Michiel Zwart (NED), Georgios Stavridis (GRE) |
| 2020. január 22. 16:00 | Figari 2             | Jegyzőkönyv | Petković 4 | Duna Aréna, Budapest Játékvezetők: Michiel Zwart (NED), Georgios Stavridis (GRE) |

| 2020. január 22. 17:30 | Szerbia              | 6–6         | Spanyolország       | Duna Aréna, Budapest Játékvezetők: Adrian Alexandrescu (ROU), Raffaele Colombo (ITA) |
| 2020. január 22. 17:30 | (2–1, 1–4, 2–1, 1–0) |             |                     | Duna Aréna, Budapest Játékvezetők: Adrian Alexandrescu (ROU), Raffaele Colombo (ITA) |
| 2020. január 22. 17:30 | Mandić 3             | Jegyzőkönyv | Perrone, Sanahuja 2 | Duna Aréna, Budapest Játékvezetők: Adrian Alexandrescu (ROU), Raffaele Colombo (ITA) |
| 2020. január 22. 17:30 | Büntetőpárbaj:       |             |                     | Duna Aréna, Budapest Játékvezetők: Adrian Alexandrescu (ROU), Raffaele Colombo (ITA) |
| 2020. január 22. 17:30 | 3–4                  |             |                     | Duna Aréna, Budapest Játékvezetők: Adrian Alexandrescu (ROU), Raffaele Colombo (ITA) |

| 2020. január 22. 19:00 | Magyarország         | 14–10       | Oroszország           | Duna Aréna, Budapest Játékvezetők: Radosław Koryzna (POL), Matan Schwartz (ISR) |
| 2020. január 22. 19:00 | (3–2, 3–3, 4–3, 4–2) |             |                       | Duna Aréna, Budapest Játékvezetők: Radosław Koryzna (POL), Matan Schwartz (ISR) |
| 2020. január 22. 19:00 | Manhercz, Varga 3    | Jegyzőkönyv | Kiszeljov, Merkulov 3 | Duna Aréna, Budapest Játékvezetők: Radosław Koryzna (POL), Matan Schwartz (ISR) |

| 2020. január 22. 20:30 | Horvátország         | 14–11       | Görögország   | Duna Aréna, Budapest Játékvezetők: Boris Margeta (SLO), Sébastien Dervieux (FRA) |
| 2020. január 22. 20:30 | (6–3, 4–3, 3–3, 1–2) |             |               | Duna Aréna, Budapest Játékvezetők: Boris Margeta (SLO), Sébastien Dervieux (FRA) |
| 2020. január 22. 20:30 | Jokoviċ 4            | Jegyzőkönyv | Vlahópulosz 3 | Duna Aréna, Budapest Játékvezetők: Boris Margeta (SLO), Sébastien Dervieux (FRA) |

### A 13–16. helyért
| 2020. január 20. 11:30 | Szlovákia            | 8–4         | Málta          | Duna Aréna, Budapest Játékvezetők: Adrian Alexandrescu (ROU), Kun György (HUN) |
| 2020. január 20. 11:30 | (3–1, 2–1, 1–2, 2–0) |             |                | Duna Aréna, Budapest Játékvezetők: Adrian Alexandrescu (ROU), Kun György (HUN) |
| 2020. január 20. 11:30 | Zaťovič 4            | Jegyzőkönyv | S. Camilleri 4 | Duna Aréna, Budapest Játékvezetők: Adrian Alexandrescu (ROU), Kun György (HUN) |

| 2020. január 20. 13:00 | Hollandia                 | 8–9         | Franciaország | Duna Aréna, Budapest Játékvezetők: Giuliana Nicolosi (ITA), Ivan Rakovic (SRB) |
| 2020. január 20. 13:00 | (3–3, 2–2, 1–2, 2–2)      |             |               | Duna Aréna, Budapest Játékvezetők: Giuliana Nicolosi (ITA), Ivan Rakovic (SRB) |
| 2020. január 20. 13:00 | Winkelhorst, Gottemaker 2 | Jegyzőkönyv | Marzouki 4    | Duna Aréna, Budapest Játékvezetők: Giuliana Nicolosi (ITA), Ivan Rakovic (SRB) |

### A 9–12. helyért
| 2020. január 22. 13:00 | Törökország          | 6–12        | Grúzia                | Duna Aréna, Budapest Játékvezetők: Carlos Ortega (ESP), Szergej Naumov (RUS) |
| 2020. január 22. 13:00 | (1–4, 2–2, 1–4, 2–2) |             |                       | Duna Aréna, Budapest Játékvezetők: Carlos Ortega (ESP), Szergej Naumov (RUS) |
| 2020. január 22. 13:00 | Acar, Yenigün 2      | Jegyzőkönyv | Baghaturia, Bitadze 3 | Duna Aréna, Budapest Játékvezetők: Carlos Ortega (ESP), Szergej Naumov (RUS) |

| 2020. január 22. 14:30 | Németország          | 15–10       | Románia         | Duna Aréna, Budapest Játékvezetők: Veselin Mišković (MNE), Kun György (HUN) |
| 2020. január 22. 14:30 | (5–1, 2–5, 5–1, 3–3) |             |                 | Duna Aréna, Budapest Játékvezetők: Veselin Mišković (MNE), Kun György (HUN) |
| 2020. január 22. 14:30 | Stamm, Strelezkij 4  | Jegyzőkönyv | három játékos 2 | Duna Aréna, Budapest Játékvezetők: Veselin Mišković (MNE), Kun György (HUN) |

### Az 5–8. helyért
| 2020. január 24. 14:30 | Olaszország          | 14–12       | Oroszország       | Duna Aréna, Budapest Játékvezetők: Levan Berishvili (GEO), Sébastien Dervieux (FRA) |
| 2020. január 24. 14:30 | (5–3, 4–4, 3–1, 2–4) |             |                   | Duna Aréna, Budapest Játékvezetők: Levan Berishvili (GEO), Sébastien Dervieux (FRA) |
| 2020. január 24. 14:30 | Aicardi 3            | Jegyzőkönyv | Bicskov, Harkov 3 | Duna Aréna, Budapest Játékvezetők: Levan Berishvili (GEO), Sébastien Dervieux (FRA) |

| 2020. január 24. 16:00 | Szerbia              | 12–9        | Görögország   | Duna Aréna, Budapest Játékvezetők: Radosław Koryzna (POL), Carlos Ortega (ESP) |
| 2020. január 24. 16:00 | (3–3, 3–2, 4–2, 2–2) |             |               | Duna Aréna, Budapest Játékvezetők: Radosław Koryzna (POL), Carlos Ortega (ESP) |
| 2020. január 24. 16:00 | Dedović, Mandić 3    | Jegyzőkönyv | Vlahópulosz 3 | Duna Aréna, Budapest Játékvezetők: Radosław Koryzna (POL), Carlos Ortega (ESP) |

### Elődöntők
| 2020. január 24. 17:30 | Spanyolország        | 9–8         | Horvátország | Duna Aréna, Budapest Játékvezetők: Boris Margeta (SLO), Szergej Naumov (RUS) |
| 2020. január 24. 17:30 | (0–1, 4–3, 2–2, 3–2) |             |              | Duna Aréna, Budapest Játékvezetők: Boris Margeta (SLO), Szergej Naumov (RUS) |
| 2020. január 24. 17:30 | Munarriz 3           | Jegyzőkönyv | Bukić 2      | Duna Aréna, Budapest Játékvezetők: Boris Margeta (SLO), Szergej Naumov (RUS) |

| 2020. január 24. 19:00 | Magyarország         | 10–8        | Montenegró | Duna Aréna, Budapest Játékvezetők: Adrian Alexandrescu (ROU), Raffaele Colombo (ITA) |
| 2020. január 24. 19:00 | (1–2, 3–1, 4–2, 2–3) |             |            | Duna Aréna, Budapest Játékvezetők: Adrian Alexandrescu (ROU), Raffaele Colombo (ITA) |
| 2020. január 24. 19:00 | Varga 4              | Jegyzőkönyv | Radović 3  | Duna Aréna, Budapest Játékvezetők: Adrian Alexandrescu (ROU), Raffaele Colombo (ITA) |

### A 15. helyért
| 2020. január 22. 11:30 | Málta                | 9–19        | Hollandia     | Duna Aréna, Budapest Játékvezetők: Robert Tiozzo (CRO), Levan Berishvili (GEO) |
| 2020. január 22. 11:30 | (2–5, 2–5, 2–4, 3–5) |             |               | Duna Aréna, Budapest Játékvezetők: Robert Tiozzo (CRO), Levan Berishvili (GEO) |
| 2020. január 22. 11:30 | S. Camilleri 5       | Jegyzőkönyv | van Ijperen 6 | Duna Aréna, Budapest Játékvezetők: Robert Tiozzo (CRO), Levan Berishvili (GEO) |

### A 13. helyért
| 2020. január 22. 11:30 | Szlovákia            | 6–9         | Franciaország | Duna Aréna, Budapest Játékvezetők: Gernot Häntschel (GER), Ivan Raković (SRB) |
| 2020. január 22. 11:30 | (0–2, 1–4, 3–1, 2–2) |             |               | Duna Aréna, Budapest Játékvezetők: Gernot Häntschel (GER), Ivan Raković (SRB) |
| 2020. január 22. 11:30 | Tkáč 2               | Jegyzőkönyv | Kalinić 3     | Duna Aréna, Budapest Játékvezetők: Gernot Häntschel (GER), Ivan Raković (SRB) |

### A 11. helyért
| 2020. január 24. 11:30 | Törökország          | 3–20        | Románia | Duna Aréna, Budapest Játékvezetők: Luis Santos (POR), Horváth Róbert (SVK) |
| 2020. január 24. 11:30 | (1–5, 0–6, 1–6, 1–3) |             |         | Duna Aréna, Budapest Játékvezetők: Luis Santos (POR), Horváth Róbert (SVK) |
| 2020. január 24. 11:30 | három játékos 1      | Jegyzőkönyv | Fulea 5 | Duna Aréna, Budapest Játékvezetők: Luis Santos (POR), Horváth Róbert (SVK) |

### A 9. helyért
| 2020. január 24. 13:00 | Németország          | 9–8         | Grúzia     | Duna Aréna, Budapest Játékvezetők: Kun György (HUN), Matan Schwartz (ISR) |
| 2020. január 24. 13:00 | (2–3, 0–2, 3–2, 4–1) |             |            | Duna Aréna, Budapest Játékvezetők: Kun György (HUN), Matan Schwartz (ISR) |
| 2020. január 24. 13:00 | három játékos 2      | Jegyzőkönyv | Vapenski 2 | Duna Aréna, Budapest Játékvezetők: Kun György (HUN), Matan Schwartz (ISR) |

### A 7. helyért
| 2020. január 26. 14:30 | Oroszország          | 9–11        | Görögország    | Duna Aréna, Budapest Játékvezetők: Robert Tiozzo (CRO), Carlos Ortega (ESP) |
| 2020. január 26. 14:30 | (2–2, 2–3, 3–3, 2–3) |             |                | Duna Aréna, Budapest Játékvezetők: Robert Tiozzo (CRO), Carlos Ortega (ESP) |
| 2020. január 26. 14:30 | Harkov 4             | Jegyzőkönyv | Argirópulosz 3 | Duna Aréna, Budapest Játékvezetők: Robert Tiozzo (CRO), Carlos Ortega (ESP) |

### Az 5. helyért
| 2020. január 26. 16:00 | Olaszország          | 7–8         | Szerbia              | Duna Aréna, Budapest Játékvezetők: Michiel Zwart (NED), Kun György (HUN) |
| 2020. január 26. 16:00 | (2–3, 4–1, 0–2, 1–2) |             |                      | Duna Aréna, Budapest Játékvezetők: Michiel Zwart (NED), Kun György (HUN) |
| 2020. január 26. 16:00 | Di Fulvio 3          | Jegyzőkönyv | Aleksić, Filipović 2 | Duna Aréna, Budapest Játékvezetők: Michiel Zwart (NED), Kun György (HUN) |

### Bronzmérkőzés
| 2020. január 26. 17:30 | Montenegró           | 10–9        | Horvátország    | Duna Aréna, Budapest Játékvezetők: Szergej Naumov (RUS), Raffaele Colombo (ITA) |
| 2020. január 26. 17:30 | (1–3, 2–4, 4–1, 3–1) |             |                 | Duna Aréna, Budapest Játékvezetők: Szergej Naumov (RUS), Raffaele Colombo (ITA) |
| 2020. január 26. 17:30 | Ivović 5             | Jegyzőkönyv | három játékos 2 | Duna Aréna, Budapest Játékvezetők: Szergej Naumov (RUS), Raffaele Colombo (ITA) |

### Döntő
| 2020. január 26. 19:00 | Magyarország         | 9–9         | Spanyolország | Duna Aréna, Budapest Játékvezetők: Boris Margeta (SLO), Jórgosz Sztavrídisz (GRE) |
| 2020. január 26. 19:00 | (1–3, 3–0, 2–2, 3–4) |             |               | Duna Aréna, Budapest Játékvezetők: Boris Margeta (SLO), Jórgosz Sztavrídisz (GRE) |
| 2020. január 26. 19:00 | három játékos 2      | Jegyzőkönyv | Munarriz 3    | Duna Aréna, Budapest Játékvezetők: Boris Margeta (SLO), Jórgosz Sztavrídisz (GRE) |
| 2020. január 26. 19:00 | Büntetőpárbaj:       |             |               | Duna Aréna, Budapest Játékvezetők: Boris Margeta (SLO), Jórgosz Sztavrídisz (GRE) |
| 2020. január 26. 19:00 | 5–4                  |             |               | Duna Aréna, Budapest Játékvezetők: Boris Margeta (SLO), Jórgosz Sztavrídisz (GRE) |

| A 2020-as férfi vízilabda-Európa-bajnokság győztese |
| --------------------------------------------------- |
| · Magyarország · 13. cím                            |

## Végeredmény
| Részvételi jogot szerzett a 2020-as nyári olimpiára |

| Helyezés | Csapat        |
| -------- | ------------- |
| Arany    | Magyarország  |
| Ezüst    | Spanyolország |
| Bronz    | Montenegró    |
| 4.       | Horvátország  |
| 5.       | Szerbia       |
| 6.       | Olaszország   |
| 7.       | Görögország   |
| 8.       | Oroszország   |
| 9.       | Németország   |
| 10.      | Grúzia        |
| 11.      | Románia       |
| 12.      | Törökország   |
| 13.      | Franciaország |
| 14.      | Szlovákia     |
| 15.      | Hollandia     |
| 16.      | Málta         |

## Díjak
Az Európa-bajnokság után a következő díjakat osztották ki:
| Gólkirály - Konsztantyin Harkov – 21 gól MVP - Varga Dénes Legjobb kapus - Daniel López Pinedo |